# Karatu (Distrikt)
Karatu ist ein Distrikt in der tansanischen Region Arusha mit der Hauptstadt Karatu. Er grenzt im Norden an den Distrikt Ngorongoro, im Osten an den Distrikt Monduli, im Süden an die Region Manyara, im Südwesten an die Region Singida und im Westen an die Region Shinyanga.

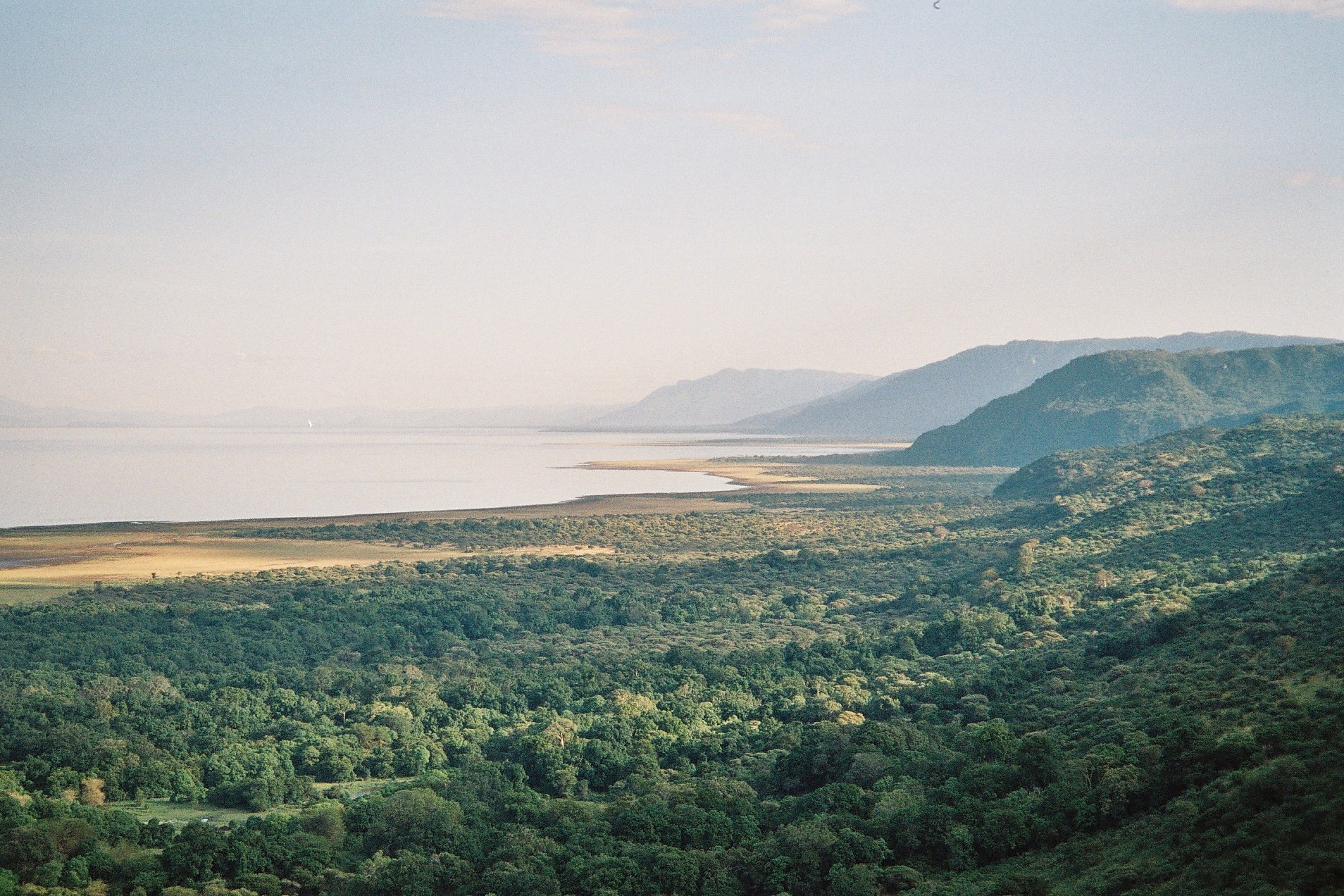
Manyara-See

Lage des Distriktes Karatu in der Region Arusha

## Geographie
Der Distrikt ist 3300 Quadratkilometer groß und hat 280.454 Einwohner (Volkszählung 2022). Karatu liegt zwischen dem Eyasisee im Westen und dem Manyara-See im Osten und wird im Norden von hohen Bergen begrenzt. Westlich des Manyara-Sees zieht eine Spalte des Ostafrikanischen Grabens durch den Distrikt, östlich des Eyasisees liegt die Ebene des Yaeda Tales.
Nach der Höhenlage wird der Distrikt in drei Zonen eingeteilt:
- Hochland: Es liegt im Norden, im Grenzgebiet zu Ngorongoro, in einer Höhenlage zwischen 1400 und 2000 Meter über dem Meer und hat Jahresniederschläge von 600 bis 800 Millimeter.
- Mittlere Zone: Diese Zone liegt 900 bis 1400 Meter über dem Meeresspiegel und hat über 600 Millimeter Regen im Jahr.
- Tiefebene: Im Eyasi-Becken fallen nur etwas mehr als 300 Millimeter Niederschlag jährlich.

Es gibt vier Jahreszeiten: In den Monaten November und Dezember fallen kurze Regenschauer, von Januar bis März ist es heiß und trocken. Dann folgen längere Regenfälle bis Mitte Mai, worauf eine lange trocken und kalte Zeit bis Oktober folgt.

## Geschichte
Karatu wurde im Jahr 1997 zum Distrikt erhoben.

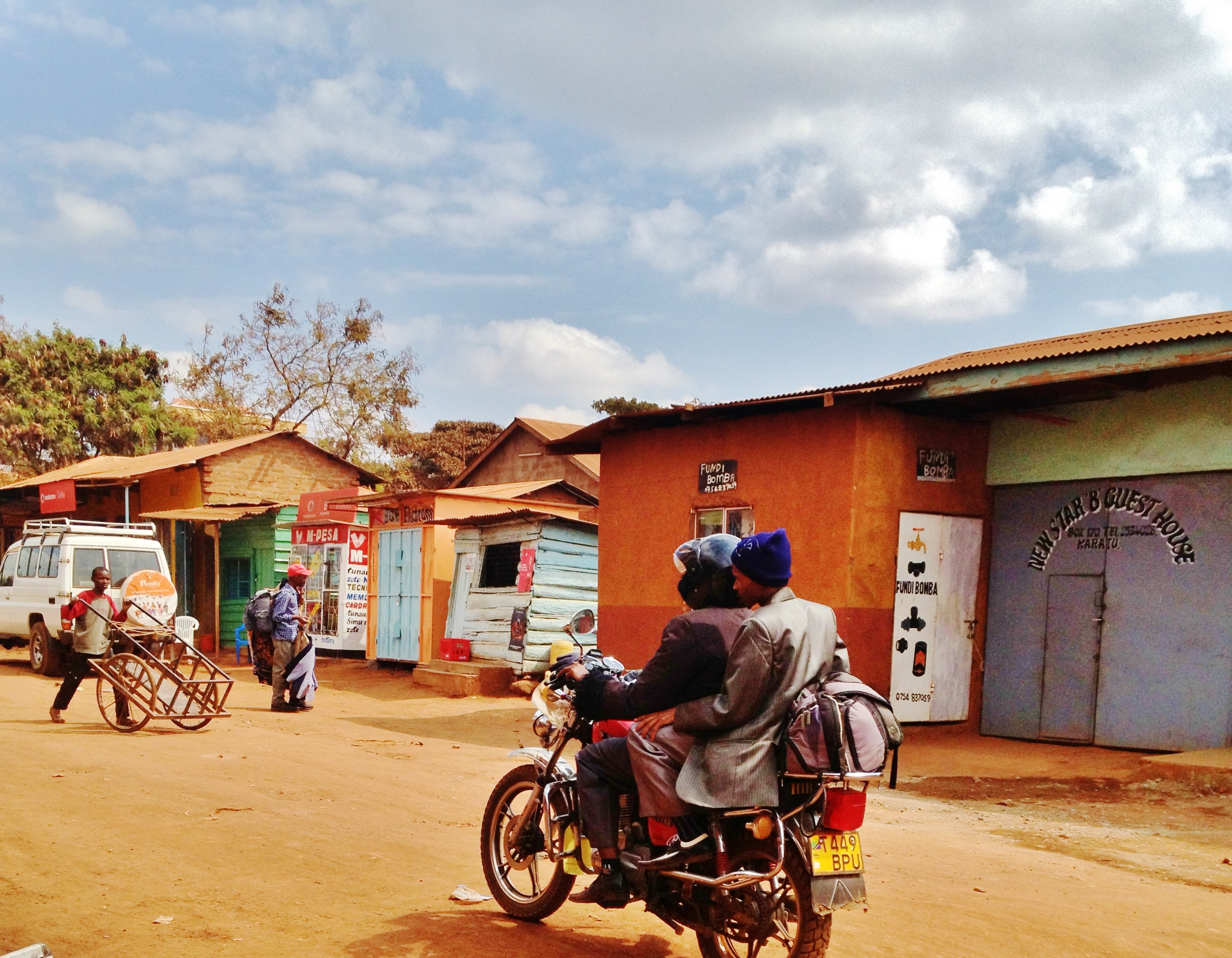
Straßenszene in Karatu

## Verwaltungsgliederung
Der Distrikt ist in vier Bezirke (Divisions) unterteilt: Mbulumbulu, Eyasi, Karatu und Endabash. Diese gliedern sich in 14 Gemeinden (Wards):
- Baray
- Buger
- Daa
- Endabash
- Endamaghang
- Endamarariek
- Ganako
- Kansay
- Karatu
- Mang'ola
- Mbulumbulu
- Oldeani
- Qurus
- Rhotia

## Bevölkerung
Von der Volkszählung 2012 bis 2022 gab es einen jährlichen Bevölkerungszuwachs von 2,0 Prozent.
| Volkszählung | Einwohner |
| ------------ | --------- |
| 1988         | 111.605   |
| 2002         | 177.951   |
| 2012         | 230.166   |
| 2022         | 280.454   |

Karatu wird hauptsächlich von der Ethnie der Iraqw bewohnt, Minderheiten sind Barbaigs und Hadza. Im Jahr 2012 betrug die Alphabetisierungsrate im Distrikt 82,7 Prozent, bei Männern war sie nur unwesentlich höher als bei Frauen. In den zehn Jahren von 2002 bis 2012 stieg die Alphabetisierungsrate um 17,3 Prozent.

## Einrichtungen und Dienstleistungen
| Im Distrikt Karatu besuchten 86,5 Prozent der 7- bis 13-Jährigen eine Schule, relativ niedrig war der Schulbesuch bei Knaben auf dem Land mit 83,8 Prozent, besonders hoch bei Knaben in der Stadt mit 98,3 Prozent (Stand 2012). Sieben Prozent der Bevölkerung hatten eine Sozialversicherung (Stand 2012). | Die zur Anzeige dieser Grafik verwendete Erweiterung wurde dauerhaft deaktiviert. Wir arbeiten aktuell daran, diese und weitere betroffene Grafiken auf ein neues Format umzustellen. (Mehr dazu) |

| Im Jahr 2012 waren 53 Prozent der über Zehn-Jährigen erwerbstätig, 22 Prozent arbeiteten im Haushalt, 16 Prozent waren Schüler oder Studenten, vier Prozent arbeitslos und fünf Prozent nicht arbeitsfähig. 58 Prozent der Haushalte besaßen ein Radio, 6 Prozent einen Fernseher. 72 Prozent hatten ein Mobiltelefon und zwei Prozent ein Auto. | Die zur Anzeige dieser Grafik verwendete Erweiterung wurde dauerhaft deaktiviert. Wir arbeiten aktuell daran, diese und weitere betroffene Grafiken auf ein neues Format umzustellen. (Mehr dazu)Quelle: Karatu Investment Profile |

### Verkehr

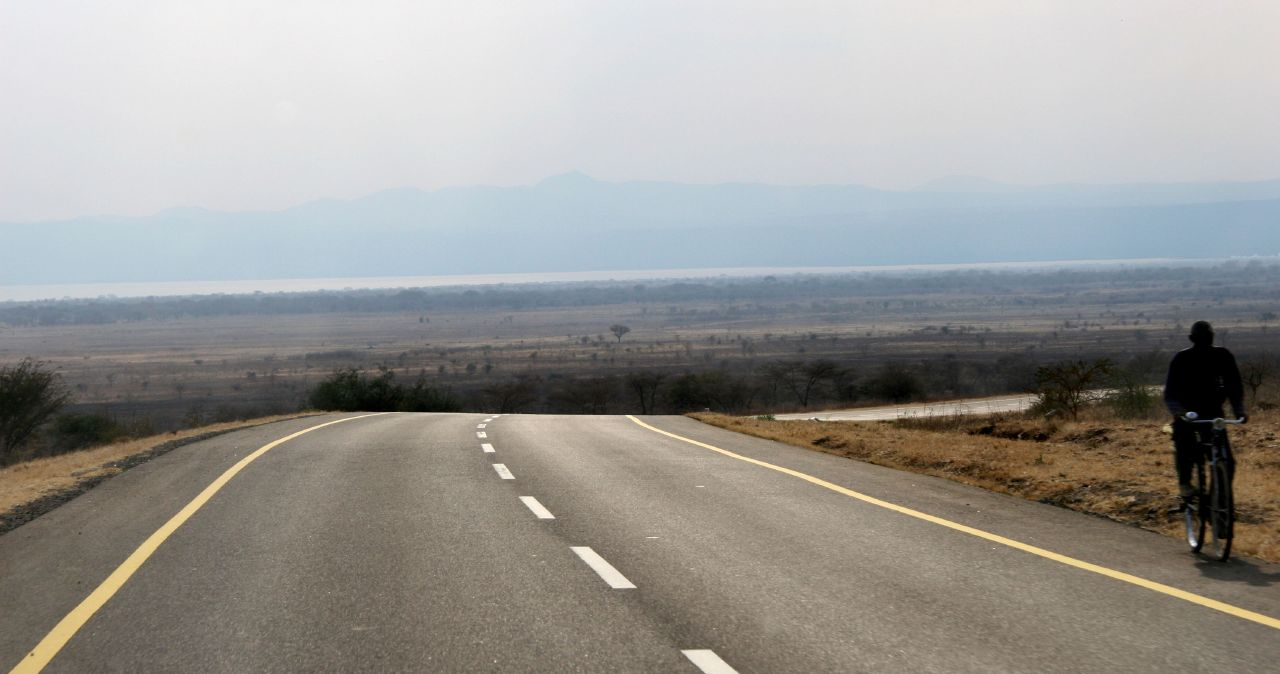
Straße T17, im Hintergrund der See Manyara

Durch den Norden des Distriktes führt die Nationalstraße T17, die Direktverbindung von Arusha nach Mwanza und Musoma. Das Straßennetz im Distrikt hat eine Länge von 713 Kilometer, davon sind 253 Kilometer Regionalstraßen. Von den Regionalstraßen sind 52 Kilometer asphaltiert, 76 Kilometer geschottert, der Rest sind Erdstraßen.

### Telekommunikation
In Karatu gibt es vier Mobilfunkanbieter.

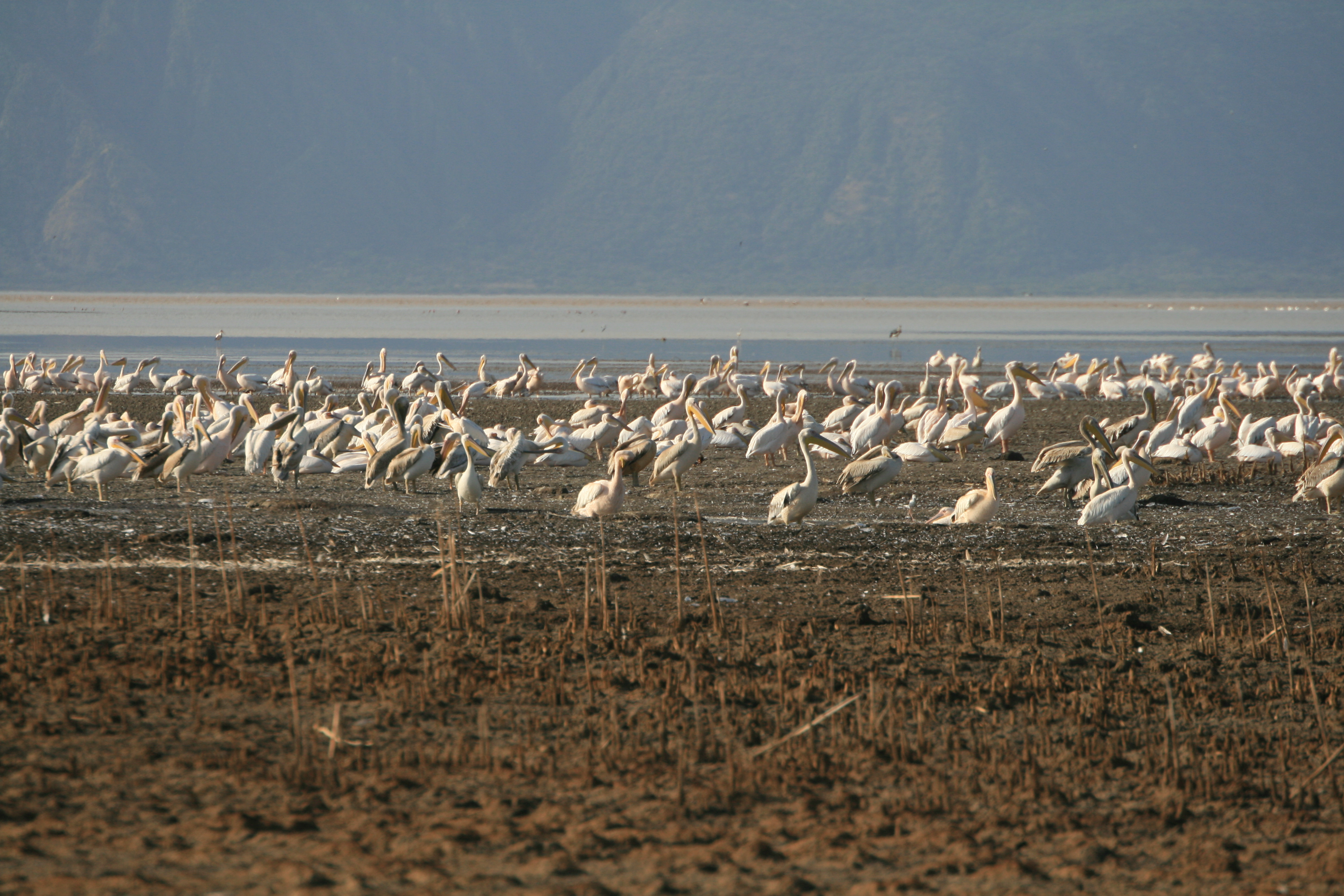
Pelikane am Eyasisee

### Fremdenverkehr
- Nationalpark Manyarasee: Dieser Park hat eine Größe von 648 Quadratkilometer.[13] Er hat eine vielfältige Vegetation von Savanne über Sumpfgebiet bis zum Regenwald. Er ist bekannt durch eine hohe Anzahl verschiedener Säugetiere.[14]
- Eyasisee: Der abflusslose See ist etwa 1000 Quadratkilometer groß, verändert seine Größe jedoch abhängig von der Jahreszeit und den Niederschlägen. Das Seeufer besteht aus purpurner Lava, die einen breiten Streifen aus weißem Kalkgestein umschließt. In der Brutzeit von Juni bis November bevölkern große Schwärme von Flamingos und Pelikanen den See.[15][16]
- Endoro-Wasserfälle: Der Distrikt grenzt im Norden an das Ngorongoro-Naturschutzgebiet, wo die Wasserfälle in unberührter Natur und nur zu Fuß erreichbar sind.[17]

## Sonstiges

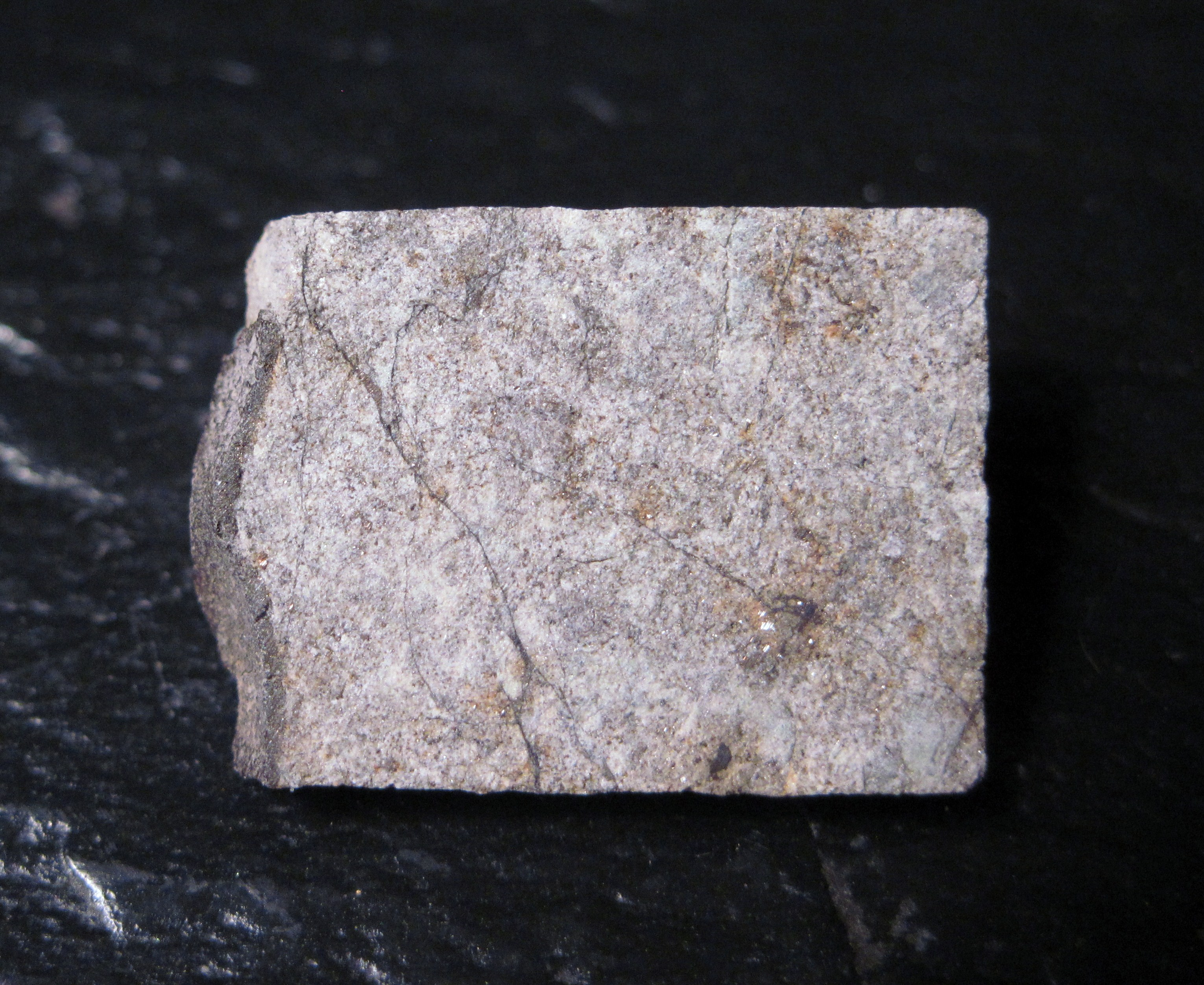
Meteorit Karatu

In Distrikt ging im Jahr 1963 ein 2,22 Kilogramm schwerer Meteorit nieder. Er erhielt den offiziellen Namen "Karatu".

## Persönlichkeiten
- Filbert Bayi: * 1953, Mittelstrecken- und Hindernisläufer, 1974 Weltrekord über 1500 Meter, Silbermedaille über 3000 Meter bei den Olympischen Sommerspielen 1980 in Moskau.[19]